# Илседе
Илседе (њем. Ilsede) општина је у њемачкој савезној држави Доња Саксонија. Једно је од 8 општинских средишта округа Пајне. Према процјени из 2010. у општини је живјело 11.901 становника. Посједује регионалну шифру (AGS) 3157003.

## Географски и демографски подаци
Илседе се налази у савезној држави Доња Саксонија у округу Пајне. Општина се налази на надморској висини од 75 метара. Површина општине износи 28,4 km². У самом мјесту је, према процјени из 2010. године, живјело 11.901 становника. Просјечна густина становништва износи 418 становника/km².

## Међународна сарадња
| Мјесто  | Држава      | Врста сарадње | Од    |
| ------- | ----------- | ------------- | ----- |
| Могиљев | Бјелорусија | контакт       | 2000. |
|         | Пољска      | контакт       | 2000. |
| Асе     | Белгија     | партнерство   | 1976. |
| Извор   |             |               |       |